# 윈도우 이미지 애퀴지션
윈도우 이미지 애퀴지션(Windows Image Acquisition, WIA, Windows Imaging Architecture)은 마이크로소프트 윈도우 ME 이후 윈도우 운영 체제를 위한 사유 마이크로소프트 드라이버 모델이자 API이며 그래픽 소프트웨어가 스캐너, 디지털 카메라, 디지털 비디오 장비 등의 이미징 하드웨어와 통신할 수 있게 한다. 2000년에 윈도우 ME의 일부로 처음 도입되었으며 윈도우 버전이 진전됨에 따라 표준 이미징 장치와 API 모델이 갱신되고 있다. 윈도우 XP 이상의 윈도우 운영 체제에서 주문형 서비스로 구현되어 있다.

## 같이 보기
- TWAIN
- 스캐너 액세스 나우 이지